# Communistische Partij van Finland (1997)
De Communistische Partij van Finland (Fins:Suomen Kommunistinen Puolue, SKP) is een politieke partij in Finland. De partij werd opgericht in het midden van de jaren 1980 als Communistische Partij van Finland (Eenheid) (Fins: SKP (yhtenäisyys), SKPy), door de voormalige oppositie van de oude Communistische Partij van Finland (1918-1992). De SKP is niet vertegenwoordigd in het Finse parlement, maar de partij heeft lokale raadsleden in een aantal gemeenten, waaronder in de gemeentebesturen van Helsinki en Tampere. De SKP heeft 2.500 leden.

## Verkiezingen
| Jaar               | Zetels    | Stemmen   | Stemmen   |
| Parlement          | Parlement | Parlement | Parlement |
| ------------------ | --------- | --------- | --------- |
| 1999               | 0         | 20.442    | 0,76%     |
| 2003               | 0         | 21.079    | 0,76%     |
| 2007               | 0         | 18.277    | 0,66%     |
| 2011               | 0         | 9.232     | 0,31%     |
| Europees parlement |           |           |           |
| 1999               | 0         | 7.556     | 0,61%     |
| 2004               | 0         | 10.134    | 0,61%     |
| 2009               | 0         | 8.089     | 0,49%     |
| Gemeenteraad       |           |           |           |
| 2000               | 14        | 10.460    | 0,47%     |
| 2004               | 16        | 12.844    | 0,53%     |
| 2008               | 9         | 13.986    | 0,55%     |